# Nicolás Benedetti
Nicolás Benedetti, né le 25 avril 1997 à Cali en Colombie, est un footballeur international colombien qui évolue au poste de milieu offensif à Mazatlán FC.

## Biographie

### Deportivo Cali
Natif de Cali en Colombie, Nicolas Benedetti est formé dans le club de sa ville natale, le Deportivo Cali. Il fait ses débuts dans le championnat colombien le 18 juillet 2015, contre La Equidad. À l'occasion de ce match, il inscrit également son premier but, contribuant à la victoire de son équipe sur le score de deux buts à un.
Benedetti joue son premier match de Copa Libertadores le 18 mars 2016 contre le Racing Club (match nul 2-2).

### Club America
Le 30 janvier 2019, Nicolás Benedetti s'engage avec le Club América au Mexique. Il joue son premier match sous ses nouvelles couleurs le 10 février 2019, face au Club León, contre qui son équipe s'incline (0-3).
Touché aux ligaments croisés en février 2020, Benedetti est absent des terrains durant plus de six mois.

### Mazatlán FC
Le 16 décembre 2021 est annoncé le prêt de Nicolás Benedetti au Mazatlán FC pour un an, à compter de janvier 2022.
En janvier 2023, Benedetti rejoint définitivement le Mazatlán FC, le club lève l'option d'achat du jouer le 28 décembre 2022.

### En équipe nationale
Le 12 septembre 2018, Nicolas Benedetti honore sa première sélection avec l'équipe nationale de Colombie face à l'Argentine. Il entre en jeu à la place de Juan Quintero, ce match se solde par un 0-0.